# 小松市立板津中学校
小松市立板津中学校（こまつしりつ いたづちゅうがっこう）は、石川県小松市にある公立中学校。

## 沿革
- 1984年（昭和59年）. 4月 - 小松市立丸内中学校より分離独立。小松市松梨町丙8番地に小松市立板津中学校として設置。

## 部活動

### 運動部
- 野球
- ハンドボール
- 男女ソフトテニス
- 男女バスケットボール
- 女子バレーボール
- 陸上
- バドミントン
- 水泳

### 文化部
- 吹奏楽
- 美術
- 自然科学

## 交通アクセス
- IRいしかわ鉄道線 明峰駅下車